# Tezontle
Tezontle je rdeča kamnina vulkanskega izvora (magmatska), ki je na pobočjih hribov, vulkanov in dolin. V Združenih državah ga najdemo v Dolini smrti, v Evropi na vulkanu Stromboli in na otoku Tenerife, v Mehiki pa v vzhodnih in zahodnih gorah ter vulkanih, kot sta Popocatépetl in Iztaccíhuatl.
Nastane iz plovca, peska in magme. Njegov videz je slab in gobast, sčasoma pa postane trd kamen. Uporablja se pri gradnji hiš ali jezov ter v rudarski industriji, ker je bogat z minerali, kot sta kalcij in cink.
Tezontle je sestavljen iz železovega oksida, zato ima rdečkasto barvo, čeprav je lahko črnkaste ali sivkaste barve. Je lahek kamen z vezikularno, mehurčasto in porozno teksturo, zato je njegova oblika gobasta. Med lastnostmi je ohranjanje toplote, vendar ni prepusten ali izolacijski. Nekatere uporabe te kamnine so: cvetlični aranžmaji, kot prevleka v kserofilnih vrtovih in / ali kaktariju, kot substrat, gradnja tematskih kopeli, gradnja peči za žar in peko kruha, izdelava črnih predelnih sten. Uporablja se za polnjenje makadamskih cest in kot fasada za nekatere hiše.

## Uporaba v gradnji
Tezontle lahko zmešamo v beton, da tvori lahke betonske bloke ali zmešamo s cementom, da dobimo štukaturo. Številne kolonialne zgradbe v Mehiki uporabljajo rdečkast rezan tezontle na svojih fasadah.
Tezontle je pogost gradbeni material v zgodovinskem središču  Ciudad de México, saj sorazmerno lahek kamen preprečuje, da bi zgradba potonila v nestabilno jezersko dno, na katerem je bilo zgrajeno mesto.

## Fasade
Mnoge stavbe uporabljajo tezontle za ustvarjanje estetske fasade. Tukaj je nekaj primerov:
- Cerkev San Bernardo,  Ciudad de México
- Hiša grofa de la Torre de Cossio
- Metropolitanska stolnica Ciudad de Mexico
- Državni Monte de Piedad
- Palacio Nacional, Ciudad de Mexico

- Metropolitanska stolnica Ciudad de Mexico
- Palacio Nacional, Ciudad de Mexico
- Palacio de Cortés en Cuernavaca.
- Nacional Monte de Piedad
- Cerkev Santo Domingo